# Guy Mairesse
Guy Mairesse (La Capelle, 10 de agosto de 1910-Arpajon, 24 de abril de 1954) fue un piloto de automovilismo francés. Participó en tres GGPP de Fórmula 1. Murió durante unas prácticas en el sur de París.

## Trayectoria
Participó en tres Grandes Premios del Mundial de Fórmula 1, debutando el 3 de septiembre de 1950. Todos ellos fueron a bordo de monoplazas de Talbot-Lago privados. No logró puntos de campeonato.
Mairesse construyó un negocio de transporte entre guerras y se interesó por el deporte del automóvil en 1946 a través de su amistad con el piloto de Le Mans, Paul Vallée. Ganó el Raally Lyon-Charbonnières Rally en 1947 y luego compró el Delahaye de Vallée en 1948, con el cual venció en el circuito urbano de Chimay.
Mairesse murió en la práctica de la Copa de París en el Autódromo de Linas-Montlhéry en 1954, cuando se desvió para evitar otro piloto y se estrelló contra un muro de hormigón. También murió un niño atropellado por vehículo fuera de control.

## Resultados

### Fórmula 1
(Clave) (negrita indica pole position) (cursiva indica vuelta rápida)

| Año         | Escudería             | 1      | 2   | 3   | 4     | 5   | 6   | 7       | 8   | Pos. | Puntos |
| ----------- | --------------------- | ------ | --- | --- | ----- | --- | --- | ------- | --- | ---- | ------ |
| 1950        | Guy Mairesse          | GBR    | MON | 500 | SUI   | BEL | FRA | ITA Ret |     | NC   | 0      |
| 1951        | Yves Giraud-Cabantous | SUI 14 | 500 | BEL | FRA 9 | GBR | GER | ITA     | ESP | NC   | 0      |
| Referencia: |                       |        |     |     |       |     |     |         |     |      |        |